# Абеокута
Абеокута (енгл. Abeokuta) је главни град нигеријске савезне државе Огун. Лежи у југозападној Нигерији, у близини Лагоса, Ибадана и границе с Бенином. Налази се на реци Огун и железничкој прузи Лагос—Ибадан. Град има аеродром Огун Агро.
Према попису из 1991, Абеокута је имала 352.735, а према процени из 2010. 801.282 становника.
Град су основали одбегли црни робови 1825. године. У састав Британске Нигерије ушао је 1914. Данас је важно трговинско и пољопривредно средиште. У граду се налазе фабрике памичних производа, воћних сокова, конзерви и уља од палминог језгра. 
Из Абеокуте потичу нигеријски књижевник Воле Сојинка и генерал, 5. и 12. председник Нигерије Олусегун Обасанџо.